# South Wales Warriors
I South Wales Warriors sono una squadra di football americano, di Llanharan, in Galles; fondati nel 1993 a Cardiff come Tiger Bay Warriors, chiusero nel 2000 e riaprirono a Llanharan col nuovo nome nel 2001.

## Dettaglio stagioni

### Tornei nazionali

#### Campionato

##### BAFA NL Premiership
| Stagione | regular season | regular season | regular season | regular season | regular season | regular season | playoff | playoff | playoff | playoff | playoff | playoff   | playoff    |
|          | Vin            | Par            | Per            | Tot            | PF             | PS             | Vin     | Per     | Tot     | PF      | PS      | risultato | avversaria |
| -------- | -------------- | -------------- | -------------- | -------------- | -------------- | -------------- | ------- | ------- | ------- | ------- | ------- | --------- | ---------- |
| 2014     | 3              | 0              | 5              | 8              | 58             | 244            | -       | -       | -       | -       | -       | -         | -          |
| 2015     | 0              | 0              | 8              | 8              | 41             | 331            | -       | -       | -       | -       | -       | -         | -          |
| 2016     | 3              | 1              | 6              | 10             | 150            | 347            | -       | -       | -       | -       | -       | -         | -          |
| Totale   | 6              | 1              | 19             | 26             | 249            | 922            | -       | -       | -       | -       | -       |           |            |

Fonti: Enciclopedia del Football - A cura di Massimo Mezzetti

##### BAFA NL Division One
| Stagione | regular season | regular season | regular season | regular season | regular season | regular season | playoff | playoff | playoff | playoff | playoff | playoff   | playoff    |
|          | Vin            | Par            | Per            | Tot            | PF             | PS             | Vin     | Per     | Tot     | PF      | PS      | risultato | avversaria |
| -------- | -------------- | -------------- | -------------- | -------------- | -------------- | -------------- | ------- | ------- | ------- | ------- | ------- | --------- | ---------- |
| 2017     | 0              | 0              | 10             | 10             | 56             | 196            | -       | -       | -       | -       | -       | -         | -          |
| 2022     | 3              | 1              | 6              | 10             | 101            | 134            | -       | -       | -       | -       | -       | -         | -          |
| Totale   | 3              | 1              | 16             | 20             | 157            | 330            | -       | -       | -       | -       | -       |           |            |

Fonti: Enciclopedia del Football - A cura di Massimo Mezzetti

##### BAFA NL Division Two
| Stagione | regular season | regular season | regular season | regular season | regular season | regular season | playoff | playoff | playoff | playoff | playoff | playoff                        | playoff                 |
|          | Vin            | Par            | Per            | Tot            | PF             | PS             | Vin     | Per     | Tot     | PF      | PS      | risultato                      | avversaria              |
| -------- | -------------- | -------------- | -------------- | -------------- | -------------- | -------------- | ------- | ------- | ------- | ------- | ------- | ------------------------------ | ----------------------- |
| 2018     | 8              | 0              | 0              | 8              | 310            | 12             | 1       | 1       | 2       | 13      | 37      | Semifinale Southern Conference | Portsmouth Dreadnoughts |
| Totale   | 8              | 0              | 0              | 8              | 310            | 12             | 1       | 1       | 2       | 13      | 37      |                                |                         |

Fonti: Enciclopedia del Football - A cura di Massimo Mezzetti

### Riepilogo fasi finali disputate
| Anno           | Luogo | Evento               | Fase del torneo          | Incontro                                       | Risultato |
| 19 agosto 2018 |       | BAFA NL Division Two | Semifinale di Conference | South Wales Warriors - Portsmouth Dreadnoughts | 12 - 37   |

## Palmarès
- 1 BritBowl di 3º livello (valido anche come titolo britannico) (2011)